# I Got to Find My Baby
«Gotta Find My Baby» (с англ. — «Я должен найти мою крошку») — песня, написанная американским блюзовым исполнителем Питером Джо Клейтоном. В его исполнении (под именем Doctor Clayton) песня была впервые опубликована в 1942 году в виде сингла на лейбле Bluebird Records. Песня известна благодаря кавер-версиям Чака Берри (который нередко, но ошибочно упоминается в качестве автора песни) и «Битлз».

## Известные кавер-версии
Начиная с 1950-х годов песня нередко перепевалась различными ритм-н-блюзовыми исполнителями (под названием «I Got To Find My Baby»). Особо прославились следующие кавер-версии:
- Чак Берри выпустил эту песню в виде сингла в августе 1960 года (с композицией «Mad Lad» на стороне «Б»). Данный сингл был выпущен лишь в США, где он не попал в чарты. В Великобритании данная песня официально не выпускалась, композиция же «Mad Lad» была опубликована на стороне «Б» британской версии сингла «Bye Bye Johnny».
- Группа «Битлз» записывала эту песню дважды. Первая запись была осуществлена 1 июня 1963 года для второго выпуска радиошоу BBC «Pop Go The Beatles» (программа вышла в эфир 11 июня), основную вокальную партию исполнял Джон Леннон; данная запись вошла в компиляционный альбом Live at the BBC (1994 год). Вторая запись была осуществлена 24 июня того же года для программы «Saturday Club» (вышла в эфир пятью днями позже)[3].
- Песня также перепевалась Би Би Кингом[4].